# Verbindungsbahn (Bécs)
A Wien Penzing-Wien Meidling-vasútvonal vagy más néven a Verbindungsbahn egy normál nyomtávolságú vasútvonal Bécs városi területén. A Westbahn Wien Penzing állomását köti össze a Südbahn Wien Meidling állomásával, és történelmileg a Wiener Verbindungsbahn része, amelynek keleti meghosszabbítása a Wien Praterstern állomásig ma a bécsi S-Bahn fővonalának része.
A vonal megépítésére azért volt szükség, mert mind az 1841-ben megnyitott Südbahn, mind az 1858-ban megnyitott Westbahn fejállomásban végződött, és eredetileg nem voltak összekötve. Ezt a helyzetet orvosolandó Carl Ritter von Ghega megépítette az összeköttetést, amely 1860. december 20-án nyílt meg, és 1971 és 1974 között villamosították. A Lainzer-alagút és a Wien Hauptbahnhof 2012-es üzembe helyezésével sokat veszített jelentőségéből. Időközben tervezik a belvárosi S-Bahn-forgalom számára történő bővítését, beleértve a részleges megemelést és új állomások építését.
A csatlakozó vasút nyugati szakasza mindig is csekély jelentőségű volt a személyforgalom szempontjából. Ezt csak 1883-ban vették fel, és 1898-tól az első világháborúig a vonal ekkor a gőzüzemű bécsi Stadt- und Verbindungsbahn része volt. Hosszú, helyi vonatok nélküli időszak után 1989 óta az S-Bahn szolgálja ki. Emellett a Westbahn és a Südbahn közötti összeköttetést időnként távolsági vonatok is használták, például az Orient expressz.

## Leírása
A Westbahntól indulva a vasútvonal Bécs 14., 13. és 12. kerületét szeli át, a leghosszabb szakasza a 13. kerületben, Hietzingben található.
Salzburg irányába nézve a vonal a Westbahntól balra, Meidling irányába ágazik el a Wien Penzing állomás után, és egy széles ívben dél felé halad. Ezután Hietzingben keresztezi a Wien folyót. Unter-St.-Veitben, a Hietzinger Hauptstraße-nál a korábbi Sankt Veit an der Wien állomáshoz csatlakozik a Wien Hütteldorf állomásról induló csatlakozó ív, amelyet csak 1883. június 28-án nyitottak meg; a vonal innentől kezdve kétvágányú. Az állomást 1960. január 22-én mellékállomássá minősítették vissza, és a 2-es jelzőállomást megszüntették; a harmadik állomási vágányt is megszüntették. A jelenlegi tervek szerint itt egy új S-Bahn megálló épül a Hietzinger Hauptstraße-ral összekötő vonal találkozásánál.
A Maxing állomáson a biztosítóberendezés befejezése lehetővé tette a korábban kézi vezérlésű sorompórendszerek Auhofstraße, Hietzinger Hauptstraße (mindegyik 1979. január 19-én), Veitingergasse, Jagdschlossgasse (mindegyik 1979. február 2-án), Versorgungsheimstraße és Speisinger Straße (mindegyik 1979. február 23-án) automatikus működésre való átállítását. Az első három vasúti átjárót a mozdonyvezető által vezérelt váltókapcsolókkal zárják le, a többit a vezetősáv segítségével kapcsolják be. A Veitingergasse és a Speisinger Straße sorompórendszerek kivételével valamennyi sorompórendszer lépcsőzetesen záródik - ez azt jelenti, hogy a közúti forgalom számára egymás mögött lévő két sorompókar közül először az elsőt engedik le, és csak utána a hátsót, ami megnehezíti a járművek bezárását.
Ezt követi a keleti ív és a Speising megálló, amelyet a személyforgalom használ a Speisinger Straße, illetve a Lainzer Straße megállónál. A Lainzer-alagútból származó kitermelt anyag számára 2006-2011 között volt egy rakodóvágány, amelyet a 2012. december 9-i menetrendváltással nyitottak meg, és a vonal jelentős teherforgalmát, 2015 decembere óta pedig a teljes távolsági forgalmat is a főpályaudvarra viszi.
Maxing állomás következik a tehervonatok számára. A DrS-típusú központi állomást 1978. december 14-én helyezték üzembe, és egyben a St. Veit an der Wien mechanikus állomást és a St. Veit 1. számú tömbállomást is felváltotta. 48 millió schilling volt az építés összköltsége. A Maxing állomás építését jelenleg az osztrák szövetségi közlekedési, építésügyi és városfejlesztési minisztérium tervezi.
A jelenlegi tervek szerint Maxingban a Stranzenbergbrücke (a vasútvonal felett átívelő közúti híd az Atzgersdorfer Straße közelében, Speising és Hetzendorf határán) egy új S-Bahn megállóhelyet is építenek.
A vonal most a Kernstraße-nál, ahol korábban egy keskeny híd vezetett a vasút felett, kelet felé Bécs 12. kerületébe, Meidlingbe változik, ahol részben alagútban halad. A vonal korábbi föld feletti vonalvezetését a Schönbrunner Allee feletti két vasúti átjáróval az 1970-es évek első felében megszüntették. Nem sokkal azelőtt, hogy a Südbahn északkeleti irányban haladva elérné Bécs Meidling állomást, a Donauländebahn a Hetzendorfer Friedhof temetőnél délkeleti irányba ágazik le a Winterhafenbrücke hídhoz.